# ÖFB-Cup 1991-1992
La ÖFB-Cup 1991-1992 è stata la 58ª edizione della coppa nazionale di calcio austriaca.

## Ottavi di finale
| Squadra 1        | Risultato | Squadra 2          |
| ---------------- | --------- | ------------------ |
| 27 marzo 1992    |           |                    |
| Badener AC       | 0 - 4     | Austria Salisburgo |
| Dornbirn         | 0 - 2     | Stahl Linz         |
| First Vienna     | 2 - 3     | Grazer AK          |
| 28 marzo 1992    |           |                    |
| Admira/Wacker    | 3 - 0     | Vorwärts Steyr     |
| Austria Vienna   | 2 - 1     | VSE St. Pölten     |
| 29 marzo 1992    |           |                    |
| WGFM Donaufeld   | 0 - 1     | Swarovski Tirol    |
| FavAC            | 2 - 0     | Rapid Vienna       |
| 1º aprile 1992   |           |                    |
| Austria Lustenau | 0 - 2     | Sturm Graz         |

## Quarti di finale
| Squadra 1      | Risultato | Squadra 2          |
| -------------- | --------- | ------------------ |
| 17 aprile 1992 |           |                    |
| Admira/Wacker  | 2 - 0     | Sturm Graz         |
| 18 aprile 1992 |           |                    |
| Austria Vienna | 6 - 0     | Austria Salisburgo |
| Grazer AK      | 2 - 1     | Swarovski Tirol    |
| 19 aprile 1992 |           |                    |
| FavAC          | 2 - 1     | Stahl Linz         |

## Semifinale
| Squadra 1      | Risultato | Squadra 2     |
| -------------- | --------- | ------------- |
| 5 maggio 1992  |           |               |
| Austria Vienna | 5 - 1     | Grazer AK     |
| 6 maggio 1992  |           |               |
| FavAC          | 1 - 2     | Admira/Wacker |

## Finale
| Squadra 1      | Risultato | Squadra 2     |
| -------------- | --------- | ------------- |
| 6 giugno 1992  |           |               |
| Austria Vienna | 1 - 0     | Admira/Wacker |